# リモート☆ホスト
『リモート☆ホスト』は、ポニーキャニオンによる新感覚エンターテイメントコンテンツ。略称は『リモホス』。

## 概要
キャラクター及びキャストがSNSなどを使用し、リモートでホスト業務を行うというコンセプト。
2021年6月23日、公式YouTubeチャンネルの生放送で行われた制作発表会にて本格始動が発表され、キャラクタービジュアル、キャスト、PVが公開された。
Zoomを使用したホストの接客を1対1で体験できるオンラインイベントを定期開催している。
ファン呼称は「姫」。

## 登場人物

### Club Venere
ルシフェル
声 - 鳥海浩輔
輝石（だいや）
声 - 坂田将吾
明星（みょうじょう）
声 - 田邊幸輔
愛抱夢（あだむ）
声 - 柏崎隼史
金多（かなた）
声 - 岡野友佑
夕星（ゆうづつ）
声 - 石井孝英

### Club Saturno
クロノス
声 - 安元洋貴
環珠（かんじゅ）
声 - 安田陸矢
亜土夢（あとむ）
声 - 小池貴大
蔡久良（さいくら）
声 - 山本智哉
てん星（てんせい）
声 - 柴野嵩大
安曇（あずみ）
声 - 大野智敬

### 元メンバー
桐野（きりの）
声 - 小林節
Club Saturnoに所属していた。

## イベント
対面型イベントのみ記載。
2022年
- Club Venere＆Club Saturno合同イベント「No.1は俺だ！」（2月26日、科学技術館サイエンスホール）
- ｢リモート☆ホスト｣一周年記念イベント　Club Venere ＆ Club Saturno「姫、俺は待ってるぜ」（8月28日、池袋・harevutai）

2023年
- Club Venere & Club Saturno 合同イベント「姫、俺とお茶しない？」（1月8日、バトゥール東京）
- キャラクターソロシングルSHOWCASE『歌って踊らNight！』（2月19日、SHIDAXカルチャーホール）
- Club Venere & Club Saturno 合同イベント 「姫、俺と銀ブラしない？」（6月25日、時事通信ホール）
- Club Venere & Club Saturno合同お渡し会『姫、KiT来てね！』（9月16日、株式会社ポニーキャニオン本社イベントスペース）
- Club Venere & Club Saturnoお渡し会『写真集の前に姫にこれを！』（11月4日、池袋AK（L-BASE））
- Club Venere & Club Saturno合同イベント「姫と俺たちのカルナバル！」（12月3日、アレーナホール）
- Club Venere & Club Saturnoトークイベント『母さん、俺、姫と東京で頑張ってるよ！』（12月10日、株式会社ポニーキャニオン本社イベントスペース）

2024年
- デュエットCD発売記念イベント「『カルナバル』をもう一度」（Venere5：3月31日、Saturno5：3月3日）
- デュエットCD発売記念 『姫と俺のガチンコ☆じゃんけん大会』（Venere5：5月19日、Saturno5：5月26日）
- ｢リモート☆ホスト｣三周年記念イベント　Club Venere ＆ Club Saturno「姫、俺の秘密教えるよ」（7月14日、TOKYO FMホール）
- Club Venere ＆ Club Saturno「それゆけ！リモ☆ホス秋の大運動会」（9月15日、すみだフットサルアリーナ）
- 声優グランプリ presents ｢リモート☆ホスト｣ 姫と俺の永久指名（）（Venere5：10月13日・山梨県、Saturno5：10月12日・栃木県）

## Web配信
リモート☆ホスト公式YouTubeチャンネルにて、各種動画コンテンツの配信を行っている。

### No.1への道
2021年11月より開始。毎週金曜日に動画公開。
Club VenereとClub Saturnoのメンバーが、No.1ホストを目指し様々なことに挑戦する企画動画。

### 生配信番組
2021年7月より開始。毎月1～2回、クラブごとに生配信を行っている。
様々な企画を実施し、その日の番組内での「推しホス」を公式X（旧Twitter）の投票機能で決定。1位に選ばれたメンバーは、番組エンディング後に再登場して視聴者へのお見送りを行う。
また、Club VenereとClub Saturnoの合同生配信も年に数回行っている。

### ～姫と電波でシャンパンコール～リモホスラジオ
2023年12月6日のデュエットCD発売を記念し、2023年12月1日～12月5日の期間、毎日1本ずつ（計5本）ラジオ動画がアップロードされた。

各回の出演者は、デュエットCDのペアとなっている。

## アニメ放送
2024年7月14日に行われた『｢リモート☆ホスト｣三周年記念イベント　Club Venere ＆ Club Saturno「姫、俺の秘密教えるよ」』にて、ミニアニメ化が発表された。タイトルは『リモート☆ホスト petit』。
| 放送期間        | 放送時間     | 放送局   | 対象地域 | 備考 |
| --------------- | ------------ | -------- | -------- | ---- |
| 2024年10月7日 - | 月曜 25:33 - | TOKYO MX | 東京都   |      |

| 配信期間        | 配信時間     | 配信サイト |
| --------------- | ------------ | ---------- |
| 2024年10月7日 - | 月曜 19:00 - | YouTube    |

## ディスコグラフィ
発売元は全てポニーキャニオン。

### シングル
| 発売日         | タイトル                                                | 規格品番   | 備考 |
| -------------- | ------------------------------------------------------- | ---------- | ---- |
| 2021年11月17日 | Club Venere No.1 輝石「Diamond Days」                   | PCCG-70485 |      |
| 2021年11月17日 | Club Venere No.2 明星「Knight in your Night」           | PCCG-70486 |      |
| 2021年11月17日 | Club Venere No.3 愛抱夢「ウタカタ破羅堕威巣」           | PCCG-70487 |      |
| 2021年11月17日 | Club Venere No.4 金多「ギャンブリングデート」           | PCCG-70488 |      |
| 2021年11月17日 | Club Venere No.5 夕星「Secret makeup」                  | PCCG-70489 |      |
| 2021年12月15日 | Club Saturno No.1 桐野「Noman’s Heart」                 | PCCG-70490 |      |
| 2021年12月15日 | Club Saturno No.2 環珠「Most beautiful 俺」             | PCCG-70491 |      |
| 2021年12月15日 | Club Saturno No.3 亜土夢「O・T・1」                     | PCCG-70492 |      |
| 2021年12月15日 | Club Saturno No.4 蔡久良「Love, Fever, Dream」          | PCCG-70493 |      |
| 2021年12月15日 | Club Saturno No.5 てん星「旋律のFate」                  | PCCG-70494 |      |
| 2022年12月7日  | Club Venere No.1 輝石「Gimme Your Love」                | SCCG-00111 |      |
| 2022年12月7日  | Club Venere No.2 明星「i'm me」                         | SCCG-00112 |      |
| 2022年12月7日  | Club Venere No.3 夕星「ビューティフル・シンパシー」     | SCCG-00113 |      |
| 2022年12月7日  | Club Venere No.4 愛抱夢「羅武You 富王恵婆」             | SCCG-00114 |      |
| 2022年12月7日  | Club Venere No.5 金多「Cradle」                         | SCCG-00115 |      |
| 2022年12月7日  | Club Saturno No.1 環珠「GO！GO！極楽浄土！」            | SCCG-00116 |      |
| 2022年12月7日  | Club Saturno No.2 亜土夢「C’mon, My Princess」          | SCCG-00117 |      |
| 2022年12月7日  | Club Saturno No.3 蔡久良「Don’t mind! It’s all right!」 | SCCG-00118 |      |
| 2022年12月7日  | Club Saturno No.4 てん星「Green Green」                 | SCCG-00119 |      |
| 2022年12月7日  | Club Saturno No.5 安曇「KONAMON」                       | SCCG-00120 |      |
| 2023年12月6日  | デュエットCD①明星＆安曇「Behind the moon」              | SCCG-00151 |      |
| 2023年12月6日  | デュエットCD②輝石＆金多「どうか愛を止めないで…」        | SCCG-00152 |      |
| 2023年12月6日  | デュエットCD③夕星＆環珠「トーキョーシティボーイズ」     | SCCG-00153 |      |
| 2023年12月6日  | デュエットCD④蔡久良＆亜土夢「G.L.G」                    | SCCG-00154 |      |
| 2023年12月6日  | デュエットCD⑤愛抱夢＆てん星「マボロシじゃなくて」       | SCCG-00155 |      |

### 配信シングル
| 発売日         | タイトル                         | 品番       |
| -------------- | -------------------------------- | ---------- |
| 2021年11月19日 | ゲラメキユ                       | PCSP-03828 |
| 2022年6月15日  | King of the night‼               | PCSP-04121 |
| 2022年6月15日  | ガチンコ                         | PCSP-04122 |
| 2022年12月7日  | ゲラメキユ2022 All ver.          | PCSP-04606 |
| 2022年12月7日  | ゲラメキユ2022 Club Saturno ver. | PCSP-04607 |
| 2023年7月19日  | King of the night‼2023           | PCSP-05095 |
| 2023年7月19日  | ガチンコ2023                     | PCSP-05096 |

### アルバム
| 発売日         | タイトル                  | 規格品番   | 備考       |
| -------------- | ------------------------- | ---------- | ---------- |
| 2021年11月17日 | Club Venere’s Collection  | PCCG-02071 | 通常盤     |
| 2021年11月17日 | Club Venere’s Collection  | SCCG-00085 | きゃにめ盤 |
| 2021年12月15日 | Club Saturno’s Collection | PCCG-02080 | 通常盤     |
| 2021年12月15日 | Club Saturno’s Collection | SCCG-00086 | きゃにめ盤 |

### ドラマCD
| 発売日        | タイトル                                            | 規格品番   | 備考         |
| ------------- | --------------------------------------------------- | ---------- | ------------ |
| 2023年6月21日 | リモート☆ホスト ドラマCD ～Venere side～ DOG        | SCCG-00142 | きゃにめ限定 |
| 2023年6月21日 | リモート☆ホスト ドラマCD ～Saturno side～ LOOK BACK | SCCG-00143 | きゃにめ限定 |